# Kronotropni učinek
Kronotropni učinek je učinek, ki ga ima neka snov ali dejavnik na frekvenco ritmično ponavljajočih se pojavov, zlasti število udarcev srca na minuto. Poznamo pozitivni in negativni kronotropni učinek:
- pozitivni kronotropni učinek – zvišanje frekvence bitja srca (oziroma drugega pojava z ritmično frekvenco),
- negativni kronotropni učinek – znižanje frekvence bitja srca (oziroma drugega pojava z ritmično frekvenco).

Kronotropni učinek se lahko doseže z neposrednim delovanjem na srce ali s posrednim delovanjem na avtonomno živčevje: zavrtje simpatičnega ali spodbujanje parasimpatičnega delovanja povzročita negativni kronotropni učinek in obratno.

### Negativni kronotropni učinek
Primeri učinkovin in drugih snovi z negativnim kronotropnim učinkom:
- acetilholin[3]
- srčni glikozidi[2]
- zaviralci beta[4]
- zaviralci kalcijevih kanalčkov[5]

### Pozitivni kronotropni učinek
Primeri učinkovin in drugih snovi s pozitivnim kronotropnim učinkom:
- adrenergični agonisti[6]
- atropin[2]
- dopamin[6]
- histamin[7]
- teofilin[8]